# Uroleucon jaceicola
Uroleucon jaceicola är en insektsart som först beskrevs av Hille Ris Lambers 1939.  Uroleucon jaceicola ingår i släktet Uroleucon och familjen långrörsbladlöss. Arten är reproducerande i Sverige.

## Underarter
Arten delas in i följande underarter:
- U. j. jaceicola
- U. j. pasqualei